# Công ty Bay Dịch vụ Hàng không

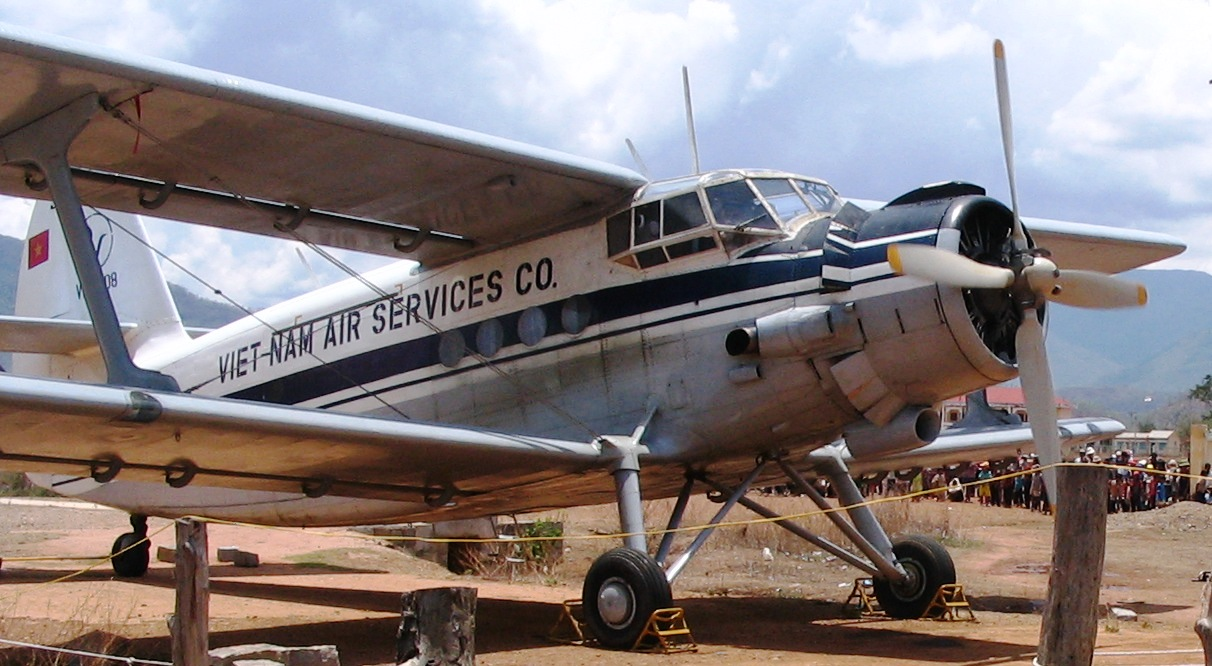
Antonov An-2 của VASCO năm 2005

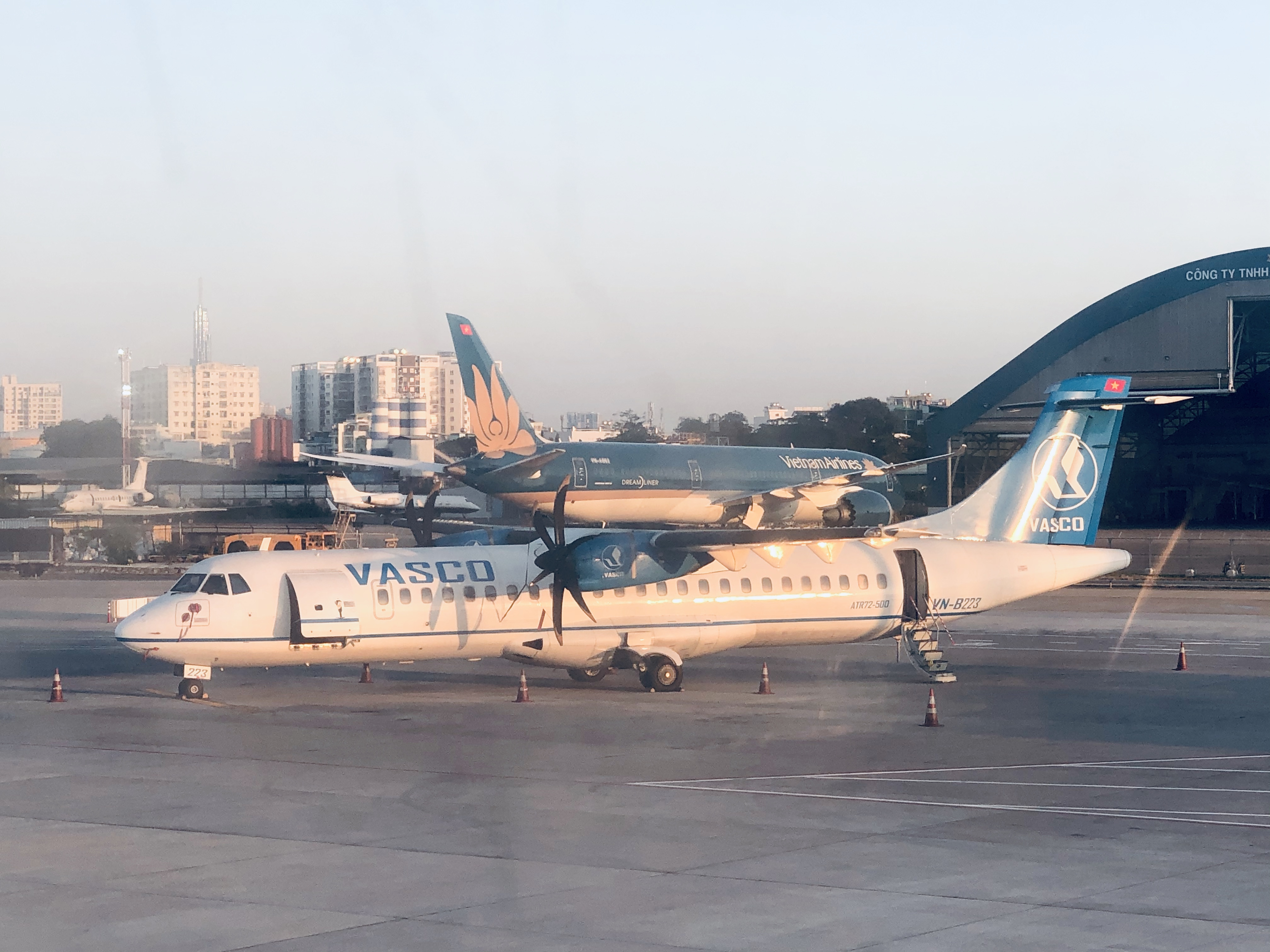
ATR 72 của VASCO tại Tân Sơn Nhất

Công ty Bay Dịch vụ Hàng không, hoạt động dưới tên viết tắt VASCO (viết tắt từ tên giao dịch tiếng Anh là Vietnam Air Service Company n.đ. 'Công ty Dịch vụ Hàng không Việt Nam'), là một hãng hàng không tại Việt Nam. Hãng chủ yếu phục vụ các đường bay từ Thành phố Hồ Chí Minh đến các địa phương ở Nam Bộ, đến các hải đảo và bay trong các khu vực Bắc Bộ.

## Lịch sử
Trước kia VASCO là một đơn vị trực thuộc Vietnam Airlines, bay những chuyến từ sân bay Vũng Tàu ra các giàn khoan, bao thầu đo địa vật lý, chụp ảnh địa hình và môi trường, di tản bệnh nhân, chở hàng và thư từ.
Từ năm 2006, VASCO là một trong những đơn vị được cổ phần hóa, trở thành công ty TNHH và là hãng hàng không độc lập, Vietnam Airlines nắm giữ phần lớn phần vốn góp.
VASCO đang tìm kiếm thuê thêm các loại máy bay từ 30 đến 50 chỗ cho phù hợp với thị trường khai thác là đồng bằng sông Cửu Long và các hải đảo phía nam của Việt Nam.

## Tương lai
VASCO đang cố gắng trở thành 1 hãng hàng không độc lập không theo lộ trình của Vietnam Airlines. Lợi thế của VASCO là các đường bay hầu hết nối những trung tâm du lịch, do vậy VASCO đã chủ động liên kết với các địa phương và các công ty du lịch lữ hành để tạo thêm dịch vụ miễn phí cho hành khách như xe đưa đón từ sân bay về trung tâm, có giá ưu đãi cho các đoàn khách đặt chỗ dài ngày... vì vậy lượng khách ổn định hơn.
Vietnam Airlines, công ty mẹ của VASCO, đã có đề án tái tổ chức VASCO trở thành hãng hàng không cổ phần, mang tên Viet Air, khai thác với dòng máy bay lớn hơn Airbus A320, ATR 72, ... và hướng đến các đường bay lớn hơn. Tuy đề án đã được Thủ tướng thông qua, nhưng thương hiệu VietAir đang có tranh chấp với hãng hàng không VietJet Air, nên vẫn chưa thể thực hiện được.
Sau đó, Vietnam Airlines đã quyết định thành lập Công ty cổ phần hàng không SkyViet trên cơ sở chuyển đổi từ Công ty Bay dịch vụ hàng không (VASCO). Theo đó, doanh nghiệp này được Sở Kế hoạch và Đầu tư TP HCM cấp giấy chứng nhận đăng ký giữa tháng 3 và dự kiến hoạt động từ 1/4/2016, sau khi được cấp giấy phép kinh doanh vận chuyển hàng không và hàng không chung.

## Điểm đến
|  | Sân bay căn cứ (Hub)                      |
|  | Điểm đến trong tương lai (Future)         |
|  | Điểm đến quan trọng (Focus City)          |
|  | Điểm đến trong quá khứ (Terminated route) |

| Thành phố   | Tỉnh/Thành      | Mã IATA | Sân bay                      | Khởi hành từ              |
| ----------- | --------------- | ------- | ---------------------------- | ------------------------- |
| Cần Thơ     | Tp. Cần Thơ     | VCA     | Sân bay quốc tế Cần Thơ      | Côn Đảo                   |
| Côn Đảo     | Bà Rịa-Vũng Tàu | VCS     | Sân bay Côn Đảo              | Cần Thơ, Hồ Chí Minh      |
| Cà Mau      | Cà Mau          | CAH     | Sân bay Cà Mau               | Hồ Chí Minh               |
| Hồ Chí Minh | Tp. Hồ Chí Minh | SGN     | Sân bay quốc tế Tân Sơn Nhất | Cà Mau, Côn Đảo, Rạch Giá |
| Rạch Giá    | Kiên Giang      | VKG     | Sân bay Rạch Giá             | Hồ Chí Minh               |

Liên danh: Vietnam Airlines (Công ty mẹ), Pacific Airlines

## Đội bay
Tính đến tháng 12/2021:
Tuổi thọ trung bình của đội bay tính đến tháng 12/2021 là 12,2 năm.
Các loại máy bay đã ngừng sử dụng (vì lý do an toàn)
| Máy bay                                         | Ghi Chú                                                 |
| ----------------------------------------------- | ------------------------------------------------------- |
| �Antonov An-2                                   | Những chiếc máy bay đầu tiên                            |
| Antonov An-30                                   | VN-B376                                                 |
| �Antonov An-38                                  | RA-41902, RA-41900 Máy bay đầu tiên dùng cho hành khách |
| British Aerospace BAe-3112 Jetstream 31 Wallner | �HL5224                                                 |
| Convair 580(F)                                  | N585P Thuê uớt từ Air Tahoma                            |
| Beech B200 Super King Air                       |                                                         |
| Antonov An-26                                   | LZ-SFH Thuê ướt từ Air Sofia                            |
| Mil Mi-17-2                                     | �VN-8428                                                |
| Eurocopter AS350 Ecureuil                       | �Dùng cho dịch vụ du lịch bằng trực thăng               |
| ATR 72-202                                      |                                                         |
| Pacific Aerospace P-750XSTOL (750XL)            | VH-KZC                                                  |
| Cessna 208 Caravan                              | �VH-NWT Thuê ướt từ Polar Aviation                      |